# 四川航空集团公司
四川航空集團有限責任公司（簡稱川航集團）是四川發展控股有限責任公司和五糧液旗下的子公司，擁有四川航空和成都航空的股份，為中國大陸第五大航空集團，僅次於國航集團、南航集團、東航集團和海航集團。

## 历史
2002年8月29日，原四川航空公司改制成立四川航空集团公司和四川航空股份有限公司。2005年3月28日，四川省国资委、中外运空运发展公司、四川化工控股公司在四川锦江宾馆共同签署了《四川航空集团公司改制重组出资人合作意向协议书》，一致同意以增资形式对川航集团公司进行整体改制。四川航空集团成为跨国界的大型企业集团，集团地址位于中国四川成都双流国际机场。
2020年12月24日，五糧液与四川航空集团签署了增资扩股协议，增资约50亿元，入股后占据川航集团34%左右的股份。后经一番波折，至2022年才获得其他股东同意。于2022年12月5日签订《增资扩股补充协议》，资金于2022年底实际到位。